# 斯巴鲁印第安纳汽车公司
斯巴鲁印第安纳汽车公司（Subaru of Indiana Automotive, Inc.，缩写SIA）是位于美国印第安纳州拉斐特的汽车装配工厂，始建于1987年，是速霸陸汽車在在日本之外的唯一制造工厂。

## 概述

### 斯巴鲁—五十铃
1980年代，随着国际贸易和美国政治的压力，日本汽车企业纷纷选择落户美国。1986年底，富士重工和五十铃汽车宣布在投资5亿美元在美国联合建立一个汽车装配厂，选址在印第安纳州的小镇拉斐特，计划雇佣1,700名员工。1989年，斯巴鲁—五十铃汽车公司（Subaru-Isuzu Automotive Inc.，缩写SIA）的工厂建成投产，公司承诺大量使用本地供应商的材料，其39%的零部件将来自印第安纳州的本地企业。在起步阶段，富士重工在该工厂装配刚推出的速霸陸Legacy，五十铃在该工厂装配紧凑型皮卡，在之后也装配SUV。

### 斯巴鲁印第安纳
2000年代初，五十铃在美国销量大幅下滑。2003年五十铃将印第安纳合资公司49％的股份出售给斯巴鲁，五十铃的两款车五十铃Rodeo和五十铃Axiom在印第安纳工厂继续生产到2004年停产。该合资公司也自此更名为斯巴鲁印第安纳汽车公司（Subaru of Indiana Automotive, Inc.），其缩写仍保持SIA不变，当年公司雇佣有2,900名员工，继续生产速霸陸Legacy、速霸陸Outback、速霸陸Baja三种车型。
2007年起，斯巴鲁和丰田汽车达成合作，在印第安纳的工厂代工生产凯美瑞。2016年，代工合作结束，该工厂不再生产凯美瑞，将产能转至新增的速霸陸Impreza产线。
到2020年，该工厂有超过6000名员工，其生产的斯巴鲁汽车约占北美斯巴鲁汽车销量的一半。2022年，该工厂共生产了500万辆斯巴鲁汽车。
2024年，斯巴鲁宣布将停产速霸陸Legacy，最后一辆Legacy将于2025年左右在该工厂下线。